# John Austin (cestista)
John W. Austin (Washington, 31 agosto 1944 – novembre 2020) è stato un cestista statunitense, professionista nella NBA e nella ABA.

## Carriera
Venne selezionato dai Boston Celtics al quarto giro del Draft NBA 1966 (38ª scelta assoluta).
Con gli Stati Uniti ha disputato le Universiadi di Budapest 1965.

## Palmarès
- NCAA AP All-America Third Team (1965)